# Графітизація
Графітиза́ція (англ. graphitization, нім. Graphitisierung f, Graphitbildung f) — процес перетворення викопних органічних сполук на графіт, а також аналогічний процес, що відбувається з вуглецем у складі чавуну.
Високотискова графітизація (англ. high-pressure graphitization) — твердофазний перехід неграфітного вуглецю в графіт при тепловій обробці під високим тиском (100—1000 МПа).
Графітизуючий та неграфітизуючий вуглець — це дві категорії вуглецю, що утворюються в результаті піролізу органічних матеріалів. Розалінд Франклін вперше визначила їх у статті 1951 року у «Трудах Королівського товариства». У цій роботі вона визначила графітизуючі вуглеці як ті, які можуть перетворюватися в кристалічний графіт, нагріваючись до 3000 ° C, тоді як не графітизуючі вуглеці не перетворюються в графіт при будь-якій температурі.
Графітизований вуглець — графітний вуглець з більш чи менш досконалим тривимірним гексагональним кристалічним порядком, виготовлений з неграфітного вуглецю шляхом графітизаційної теплової обробки.
Графітизовний вуглець — неграфітний вуглець, що під дією графітизаційного нагрівання перетворюється на графітизований вуглець.